# Stade San Carlos de Apoquindo
Le stade San Carlos de Apoquindo est un terrain de football situé à Las Condes, dans la région métropolitaine de Santiago du Chili. Ouvert le 4 septembre 1988, il a une capacité de 20 249 spectateurs et appartient au Club Deportivo Universidad Católica.
Le stade a accueilli une finale de la Copa Interamericana, entre autres événements tels que les matchs de la Copa Libertadores, de la Copa Sudamericana et de la Copa Mercosur. Des championnats et des coupes de la ligue chilienne ont eu lieu sur ce site, principalement en faveur de l'Universidad Católica. Le stade a également accueilli l'équipe nationale de football du Chili lors de cinq matches des éliminatoires du Qatar 2022,.

## Histoire
L'Universidad Católica a eu quatre stades de football dans son histoire : Estadio Universidad Católica, situé dans le secteur de la Maestranza et Marcoleta ; Campos de Sports de Ñuñoa, qui avait déjà une longue histoire dans le sport chilien ; Independencia, située dans la commune homonyme de Santiago et inaugurée le 12 octobre 1945 ; et San Carlos de Apoquindo, qui a ouvert ses portes le 4 septembre 1988. Le stade de football n'était pas tout le complexe, le stade abritait également des terrains de rugby, d'athlétisme et quelques autres terrains de sport.
Sur la pelouse de San Carlos de Apoquindo, l'Universidad Católica a remporté plusieurs trophées. Par exemple, dans la Primera División chilienne au cours des saisons 2002 (tournoi Apertura), 2010, 2016 (tournoi Clausura), 2019 (saison où l'équipe a reçu le trophée à domicile sans jouer les derniers matchs en raison de l'épidémie sociale de cette année-là) en 2020,.
San Carlos de Apoquindo connaissait également les compétitions internationales. En 1994, Católica a affronté Saprissa du Costa Rica en finale de la Copa Interamericana 1993, gagnant avec un score global de 6-4 (3-1 en faveur de chaque équipe lors des matchs aller-retour et 2-0 dans la prolongation du match retour). Lors de ce dernier match, le but de Juvenal Olmos a été essentiel pour forcer la prolongation lors des dernières minutes du temps réglementaire.
La fréquentation la plus élevée pour un match de football à San Carlos de Apoquindo à ce jour est de 20 936, pour un match nul 0-0 entre l'Universidad Católica et Cobreloa le 1er novembre 1992.

## Concerts

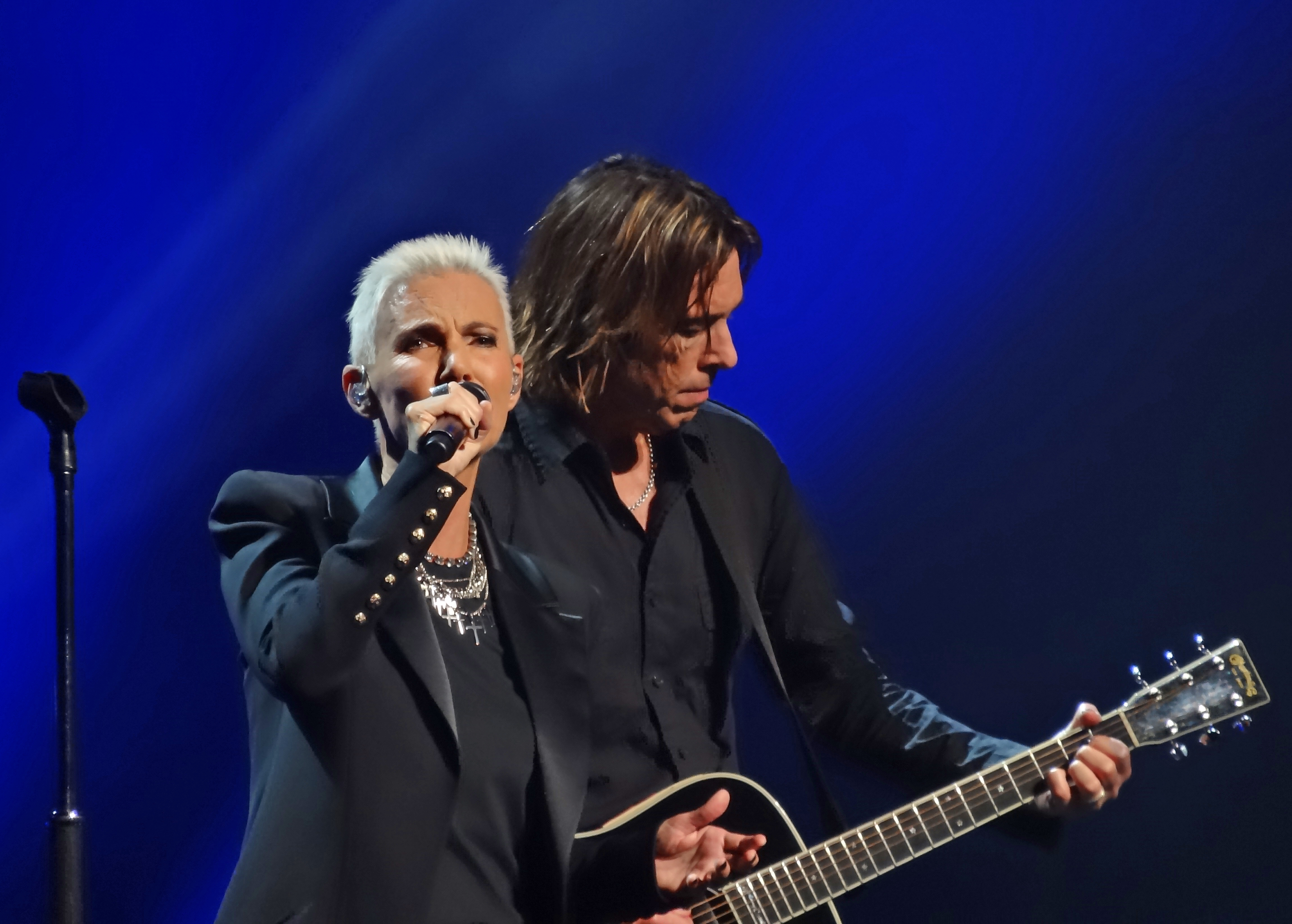
Roxette, sur l'image lors d'une présentation en 2012, a établi le record d'affluence en 1992 avec 45 000 spectateurs.

Le stade a accueilli des concerts d'artistes célèbres, couvrant de nombreux genres différents. 
- 1989: UB40[9]
- 1991: Luciano Pavarotti[10]
- 1992: Roxette[8], Luis Miguel
- 1993: Simply Red[11], Pat Metheny[12]
- 1994: INXS[13], Sting[14], James Taylor, Eros Ramazzotti, Whitney Houston[15]
- 1995: Phil Collins
- 1997: Luis Miguel[16]
- 1998: Oasis[17], Andrea Bocelli
- 1999: Luis Miguel
- 2002: Chayanne
- 2003: Miguel Bosé, Luis Miguel
- 2004: The Chemical Brothers, The Mars Volta, PJ Harvey, Morrissey, Gustavo Cerati, Blondie[18]
- 2005: Gufi[19], Avril Lavigne[20], Mudhoney, Pearl Jam[21]
- 2006: La Oreja de Van Gogh, Ian Brown, The Bravery, The Rasmus, The Black Eyed Peas[22]
- 2007: La Oreja de Van Gogh, Tom Jones[23], Lucybell, Placebo, Björk[24]
- 2008: Journey, Peter Frampton, Earth, Wind & Fire, Rod Stewart[25], Queen + Paul Rodgers[26]
- 2021: Los Jaivas[27], Los Tres, Javiera y los Imposibles, David Lebón.
- 2025: Lionel Richie, Ricky Martin,[28] Rod Stewart, Miranda![29], Los Fabulosos Cadillacs[30], Christopher Cross[31], Toto[31]

Outre certains de ceux déjà mentionnés, d'autres artistes se produisaient dans l'ancien Centre d'Événements, attenant au stade. Il s’agit notamment de Lisa Stansfield, Camilo Sesto et Air Supply.